# Parafia Miłosierdzia Bożego we Wrocławiu
Parafia Miłosierdzia Bożego we Wrocławiu znajduje się w dekanacie Wrocław wschód w archidiecezji wrocławskiej. Jej proboszczem jest ks. Ryszard Peszko. Obsługiwana przez księży archidiecezjalnych. Erygowana w 1996. Mieści się przy ulicy Jagodzińskiej.

## Obszar parafii
Wrocław: Bartoka, Beethovena, Braci Hoffmannów, Brahmsa, Brzozowa, Buforowa (do 72b parz., do 105a niep.), Cegielskiego, Drezynowa, Dróżnicza, Ekspresowa, Grapowa, Jagodzińska, Konduktorska, Linkego, Lokomotywowa, Malinowskiego, Maszynistów, Modrzejewskiego, Nastawnicza, Parowozowa, Ravela, Rozjazdowa, Schuberta, Straussa, Strawińskiego, Sygnałowa, Szynowa, Trakcyjna, Tunelowa, Wagnera, Vivaldiego, Zwrotnicza; Iwiny: Bacha, Paderewskiego, Sosnowa.